# Риф Дамаск
Риф Дамаск е една от 14-те мухафази (области) на Сирия. Населението ѝ е 2 836 000 жители (по приблизителна оценка от декември 2011 г.). Намира се в часова зона UTC+2. Разделена е на 9 минтаки (околии) и 36 нахии (общини). Основен език е арабският.